# Festung Trient

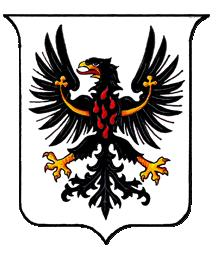
Wappen von Stadt und Festung Trient

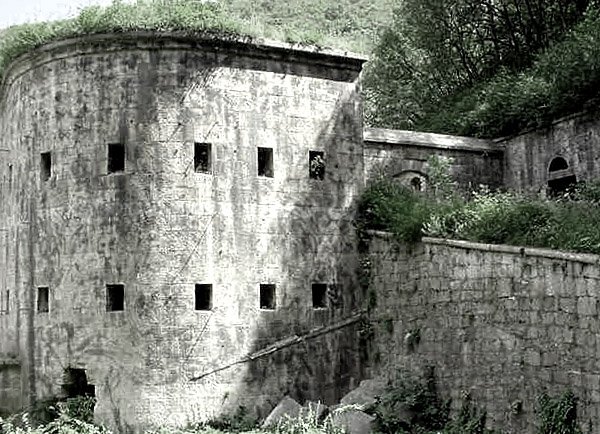
Die Straßensperre Buco di Vela

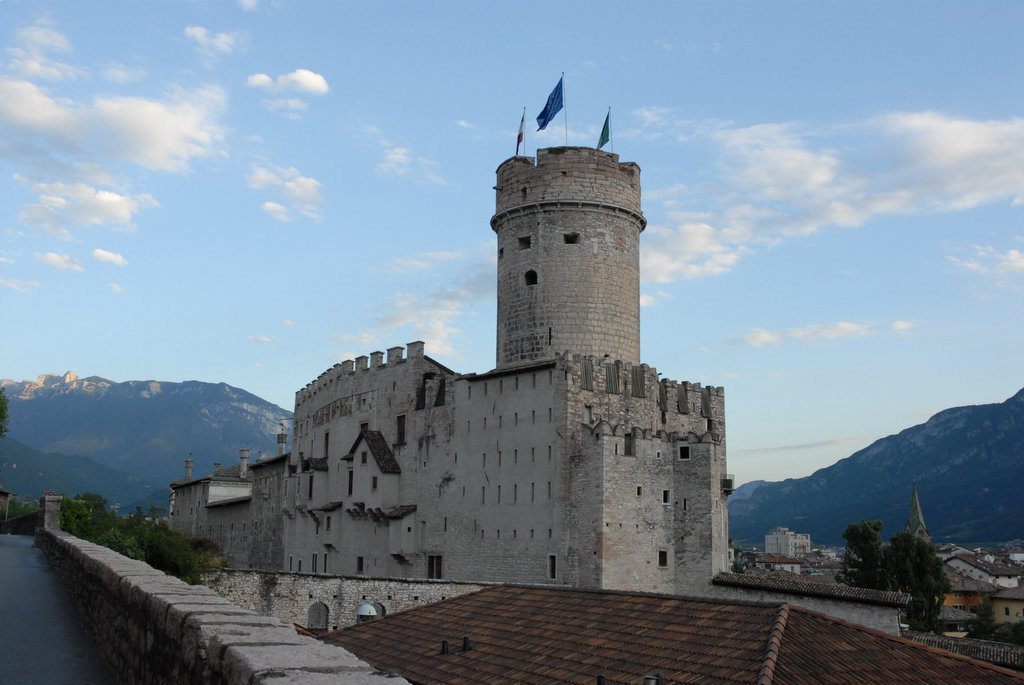
Das ehemalige fürstbischöfliche Castello del Buonconsiglio im Stadtzentrum von Trient war Sitz des k.u.k. Oberkommandos

Die Festung Trient gehörte zur Sperrkette der österreichischen Festungswerke an der Grenze zu Italien.
Durch den Verlust großer Gebiete in Italien (Lombardei, Venetien, Toskana) im 19. Jahrhundert waren auch die beherrschenden Festungen des Festungsvierecks (Verona, Mantua, Peschiera del Garda, Legnano) an der Südgrenze der Habsburgermonarchie verloren gegangen. Um diese ungedeckte Grenze des Landes zu schützen, wurde die Festung Trient zwischen 1860 und 1900 ausgebaut. Hauptaufgabe war die Verhinderung eines Durchbruchs durch das Etschtal bzw. in der linken Flanke durch das Suganertal (Val Sugana) – hier befanden sich vorgeschobene Werke am Caldonazzosee. Nach der rechten Flanke gegen Mailand wurde Trient von der Festung Riva gedeckt.

## Die Ausbauphasen
Der Ausbau Trient zur Festung erfolgte in mehreren Abschnitten.

### Erste Festungswerke 1848–1859, 1860–62, 1870–1873
Bereits 1848–1859 wurde der Doss Trento befestigt und in der Folgezeit gelegentlich als Zitadelle bezeichnet. Nach dem Verlust der Lombardei wurden 1860–1862 die Straßensperren Buco di Vela und Doss di Sponde im Westen errichtet, um die Straße von Riva am Gardasee kurz vor Trient zu sichern; nach dem Verlust Venetiens 1866 folgte 1870–1873 die Werkgruppe Civezzano, um die Straße aus dem Valsugana zu sperren.

### Ausbau zur Gürtelfestung 1878–1884
1878–1884 wurde Trient durch die Anlage zahlreicher neuer Werke zur Gürtelfestung ausgebaut. Die meisten Anlagen wurden im sogenannten „Trientiner Stil“ errichtet, womit eine vergleichsweise leichte und sparsame Bauweise bezeichnet wird. Die Geschütze standen meist auf offenen Wällen, die Mannschaften waren in Unterkunftsblöcken aus Naturstein untergebracht. Als letztes und zugleich modernstes Werk wurde 1880–1884 San Rocco auf der besonders gefährdeten Südseite errichtet, das mit einem Panzerturm der Grusonwerk AG Buckau mit zwei Minimalschartenkanonen ausgerüstet wurde.

### Neue Einheitswerke 1890–1894 und 1896–1900
1890–1894 wurde das Brentatal durch die Sperre Tenna am Caldonazzosee mit den Werken Tenna und Colle delle benne befestigt, die deutlich vor der Werkgruppe Civezzano lag, 1896–1900 wurde die Südseite der Festung Trient durch die Werke Romagnano und Mattarello verstärkt. Dabei handelte es sich um Einheitswerke der „Periode Vogl“, die mit 12 cm-Minimalschartenkanonen in Panzerkasematten und 15 cm-Mörsern in Panzerdrehkuppeln bewaffnet waren.

### Der Ausbau im Ersten Weltkrieg 1914–1915
Die Festung Trient wurde durch den Direktor des Genies von Trient, Generalmajor Franz Seraphin Edler von Steinhart ab dem 9. Oktober 1914 zu einer der größten und am schwersten bewaffneten Festungen Europas ausgebaut. In seinem ergänzenden Befehl vom 9. Dezember 1914 ließ er alle Verteidigungsanlagen der Sicherungsarmierung unter dem schützenden Felsen der umliegenden Berge verschwinden (Kavernenbatterien und Panzerhaubitzbatterien) und gewann damit das Rennen gegen die schwere Artillerie. Die bombensicher eingegrabene Festung Trient brachte bis Ende 1915 295 Geschütze der Sicherungsarmierung nebst mehr als 100 Maschinengewehren und mehr als 50 Schnellfeuerkanonen in Stellung. In den ausgebauten Stellungen und Kavernenanlagen um die Stadt Trient war Platz für zwei komplette Infanteriedivisionen.
Die oben beschriebenen alten Werke und Stellungen wurden vollständig entwaffnet, da sie nicht beschussfest waren. In den Munitionsmagazinen der Festung, die den italienischen Angriff erwartete, waren insgesamt mehr als 110.000 Granaten aller Kaliber zusammen mit etwa 5,6 Millionen Schuss Infanteriemunition für MG und Gewehre als Erstdotation eingelagert.
Die Festung war bezüglich ihrer Bewaffnung und Größe dreimal so groß wie die Festung Verdun in Frankreich. Sie hätte niemals erobert werden können, da ihre Verteidigungslinien als innerer Festungsgürtel komplett auf den umliegenden Gebirgsmassiven als durchgehende Verteidigungslinie eingerichtet waren. Aus diesen weit überlegenen Positionen hätte sie jede Angriffsvorbereitung seitens des Feindes vereitelt.
Besonderes Verdienst des Generalmajors Steinhart, einer der brillantesten und fähigsten Offiziere der k.u.k.-Armee, war die konsequente Einführung des Stahlbetons im Festungsbau bereits im Jahre 1915; er führte diese Technologie erstmals mit industrialisierter und rationalisierter Methodik ein. Der Stahlbeton ist hochfest und beschusssicher auch gegen schwere Kaliber. Dem italienischen Gegner war der Ausbau der Festung Trient bekannt. General Cadorna vermied jede Offensive durch das Etschtal in Richtung Brennerpass; eine derartige Abnutzungsoffensive gegen diese mächtige Festung zu führen, war die italienische Armee weder gerüstet noch in der Lage. Die Festung Trient erfüllte damit ihren politisch-militärstrategischen Zweck. Sie verschoss nie eine Granate gegen den Feind; allein ihre Existenz genügte.
Andererseits war sie ein Aderlass und ungeheurer Ressourcenfresser für die k.u.k-Monarchie; das verbaute Material und ihre militärische Ausrüstung wäre an der Front wichtiger gewesen. Aufgrund der stabilen Lage an der Südfront des Rayon III–Tirol wurde sie Ende Februar 1916 entwaffnet, nur zwei Monate nach ihrer Fertigstellung; das kriegswichtige Material wurde an die Front geschafft. Generalmajor Steinhart wurde Kommandant der Pustertal-Division (spätere 49. Infanterietruppendivision) und verteidigte Tirol als Feldmarschallleutnant erfolgreich bis zum Ende des Krieges. Er ist in Wilten bei Innsbruck begraben. Er verließ seine Truppe nicht und ging in Kriegsgefangenschaft.

### Garnison 1914
- Stab 16. Infanterie Brigadekommando
Brigade Kommandant: Generalmajor Emil Herzberg
- Stab 121. Infanterie Brigadekommando
Brigade Kommandant: Generalmajor Eduard Schatzl-Zlinsky von Mühlfort
- Stab / I. / II. Bataillon des Tiroler Jäger Regiments Nr. 1 (Kaiserjäger)
Regiments Kommandant: Oberst Guido Novak von Arienti
- IV. Bataillon des Tiroler Jäger Regiments Nr. 3 (Kaiserjäger)
Regiments Kommandant: Oberst Heinrich Vonbank
- Stab / I. / III. Bataillon des Tiroler Jäger Regiments Nr. 4 (Kaiserjäger)
Regimentskommandant: Oberst Ernst Dietrich
- Stab / I. Bataillon k.k. Landesschützen Regiment Nr. I
Regimentskommandant: Oberst Adolf Sloninka von Holodów
- Reitende Tiroler Landesschützendivision (Bataillonsstärke)
Kommandant: Oberstleutnant Moritz Srnka
- Festungsartillerie-Bataillon Nr. 5
Kommandant: Oberstleutnant Hugo Müller
- Gebirgsartillerie-Regiment Nr. 14
Kommandant: Oberst Ernst Edler von Terboglaw
- Sappeur Bataillon Nr. 14
Kommandant: Major Ferdinand Korb

### Artillerie – Kriegsbesatzung 1914
- Niederösterreichisch-Mährisches Festungsartillerie-Regiment „KAISER“ Nr. 1 (Wien)
mit 24 Kompanien
- Oberösterreichisch-Salzburgisches Festungsartillerie-Bataillon Nr. 1 (Brixen)
mit 7. Kompanie und 1.–4. Marschkompanie
- Festungsartillerie-Bataillon Nr. 4 (Riva del Garda)
mit 4. Kompanie und 4. Marschkompanie
- Festungsartillerie Bataillon Nr. 5 (Trient)
mit 1.–4. Reservekompanie